# Дубовая роща (парк, Запорожье)
Центральный парк культуры и отдыха «Дубовая Роща» (укр. Центральний парк культури та відпочинку «Дубовий гай») — парк в Александровском районе Запорожья. Парк тянется от Набережной магистрали до речного вокзала. Общая площадь парка 57 га.

## История
Парк основан 1 мая 1959 года. В парке, кроме дубов, представлена разнообразная флора. Общая площадь парка — 57 гектаров леса, из которых пять гектаров относится к природно-заповедному фонду (в частности, здесь растут трёхсотлетние дубы).
Самым известным дубом парка был «Дуб Махно» располагавшийся на краю рощи со стороны города. В ствол дуба были вбиты по два-три в ряд продолговатые железные предметы. Среди них были шкворни, железнодорожные костыли и просто случайные предметы. По легенде их вбили в дуб махновцы, чтобы поднимать по этой «лестнице» на дуб пулемёт и обстреливать из засады (густой кроны дуба) противника с высоты. В середине 1970-х дуб засох и был спилен.
Сооружения парка вначале были деревянными, но впоследствии были заменены железными. В парке есть искусственный водоем, через который переброшены два моста. По всей Дубовой роще расположены детские площадки, установлены скамейки и урны, работают кафе.
В парке много различных аттракционов, как для детей, так и для взрослых.

## Современное состояние
В 2013 году для посетителей парка в ходе реконструкции ул. Глиссерной в Александровском районе города, произошло переоборудование проезжей части с созданием карманов для парковки автомобилей на 142 автомобиля.
По северо-восточному краю парка проходит река Мокрая Московка. Русло реки вблизи парка находится в запущенном состоянии со множеством мусора.
Через реку перекинут сварной однопролётный железнодорожный мост.

## Руководители парка
- Владимир Афанасьевич Захаров — с 1984 по январь 2014 года[6]
- Виктория Вячеславовна Чикалова — с января 2014 по март 2016 года[7]
- Инга Железняк-Кранг — март 2016 (и. о.)
- Олег Григорьевич Комаренко — с 25 марта 2016 года[8]

## Галерея

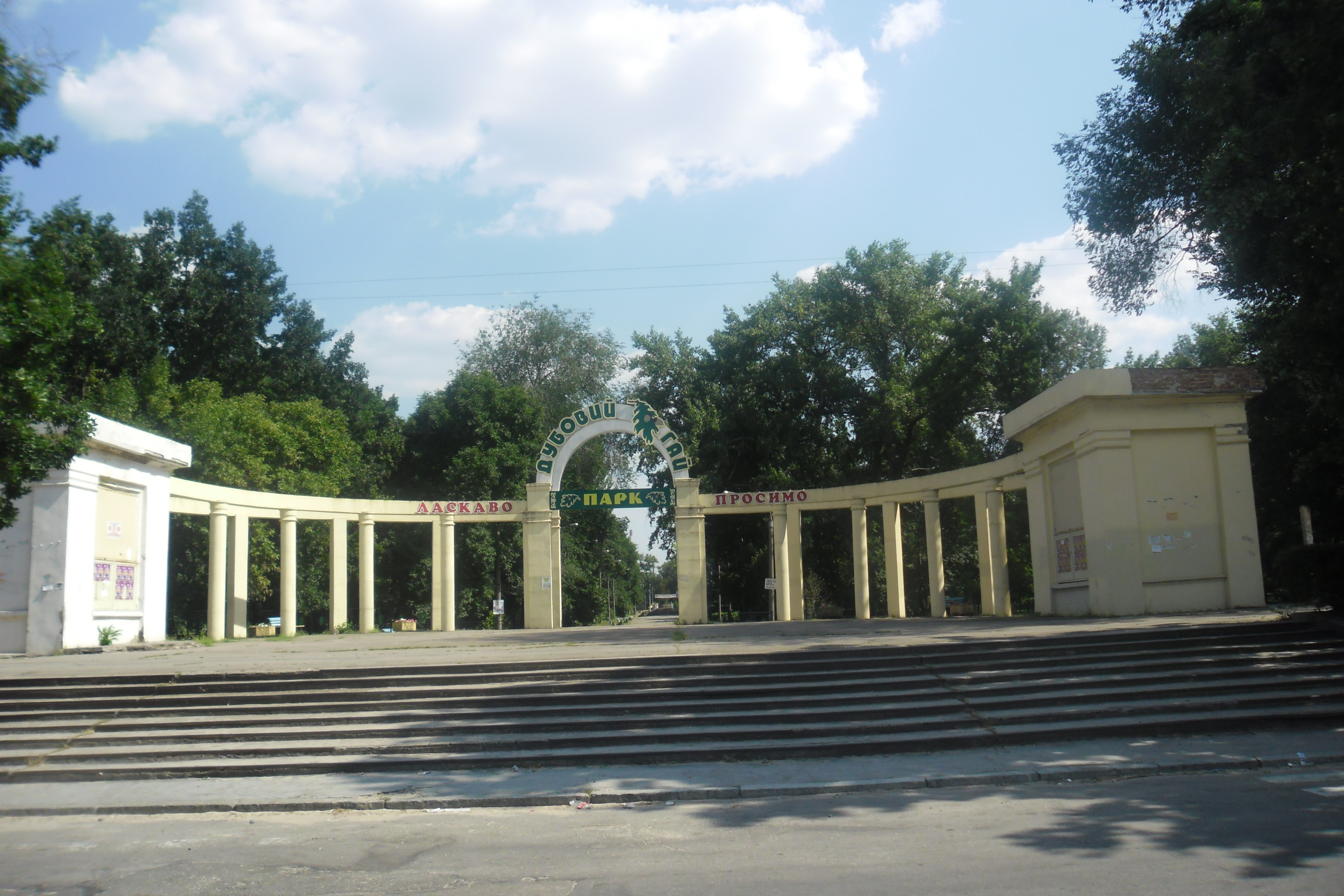
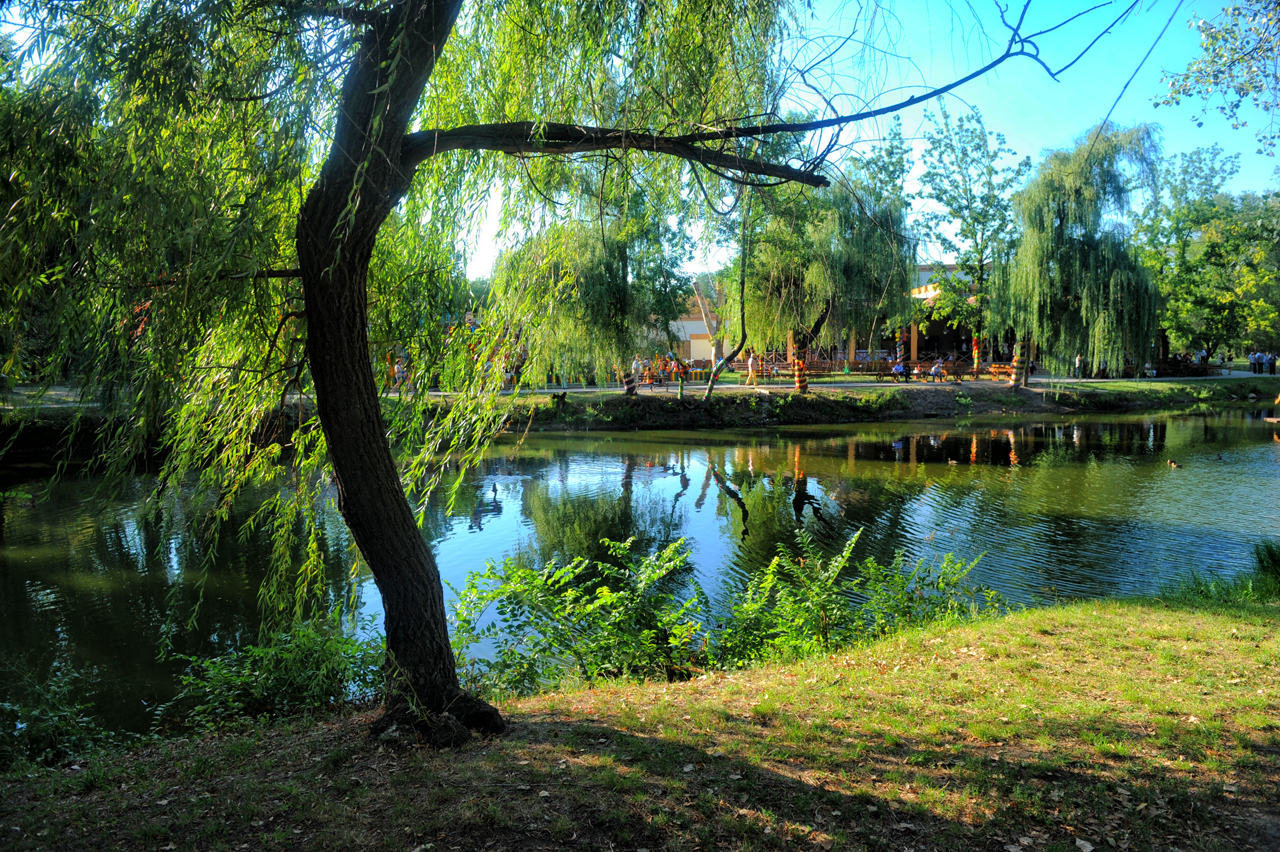
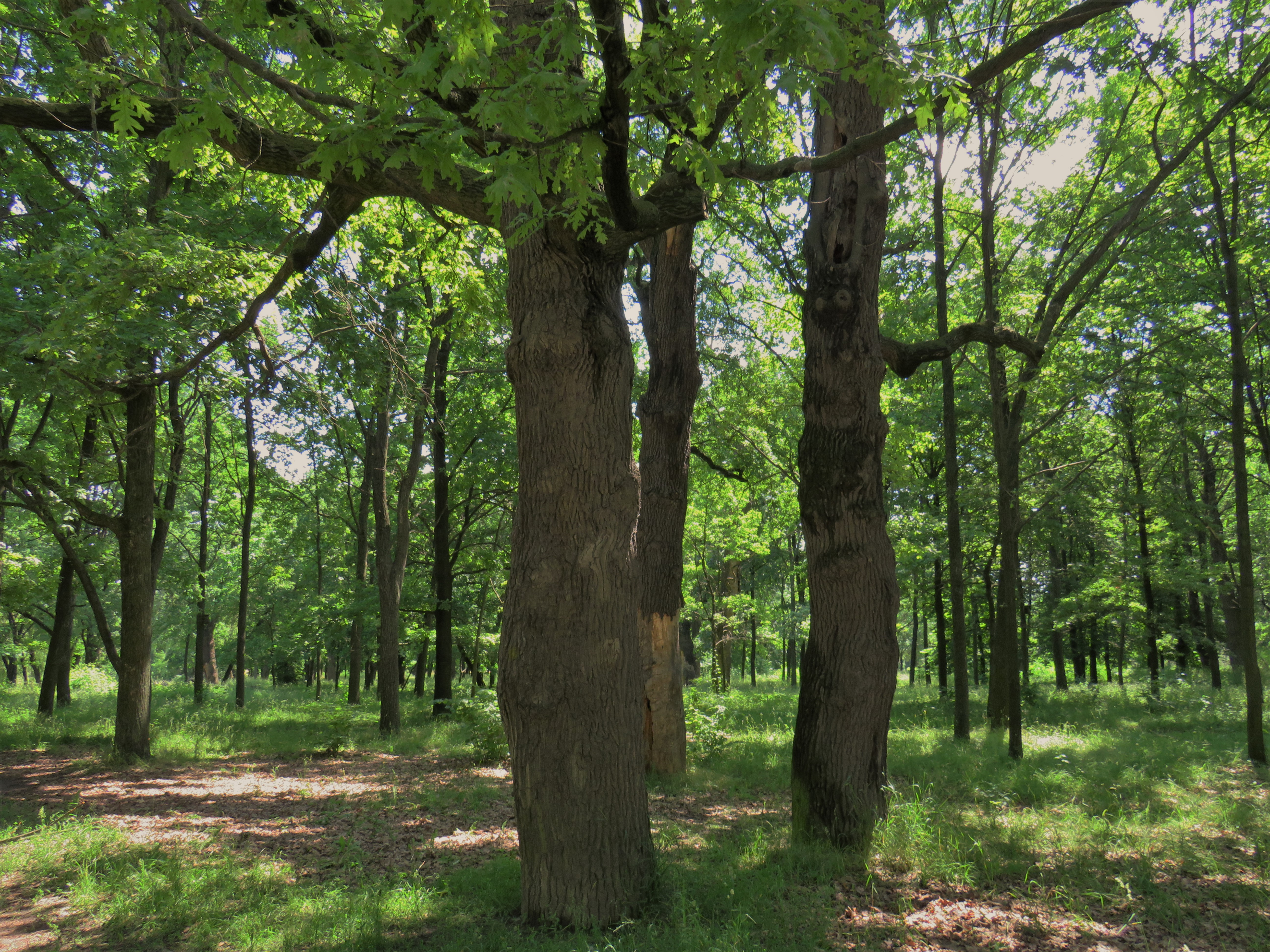
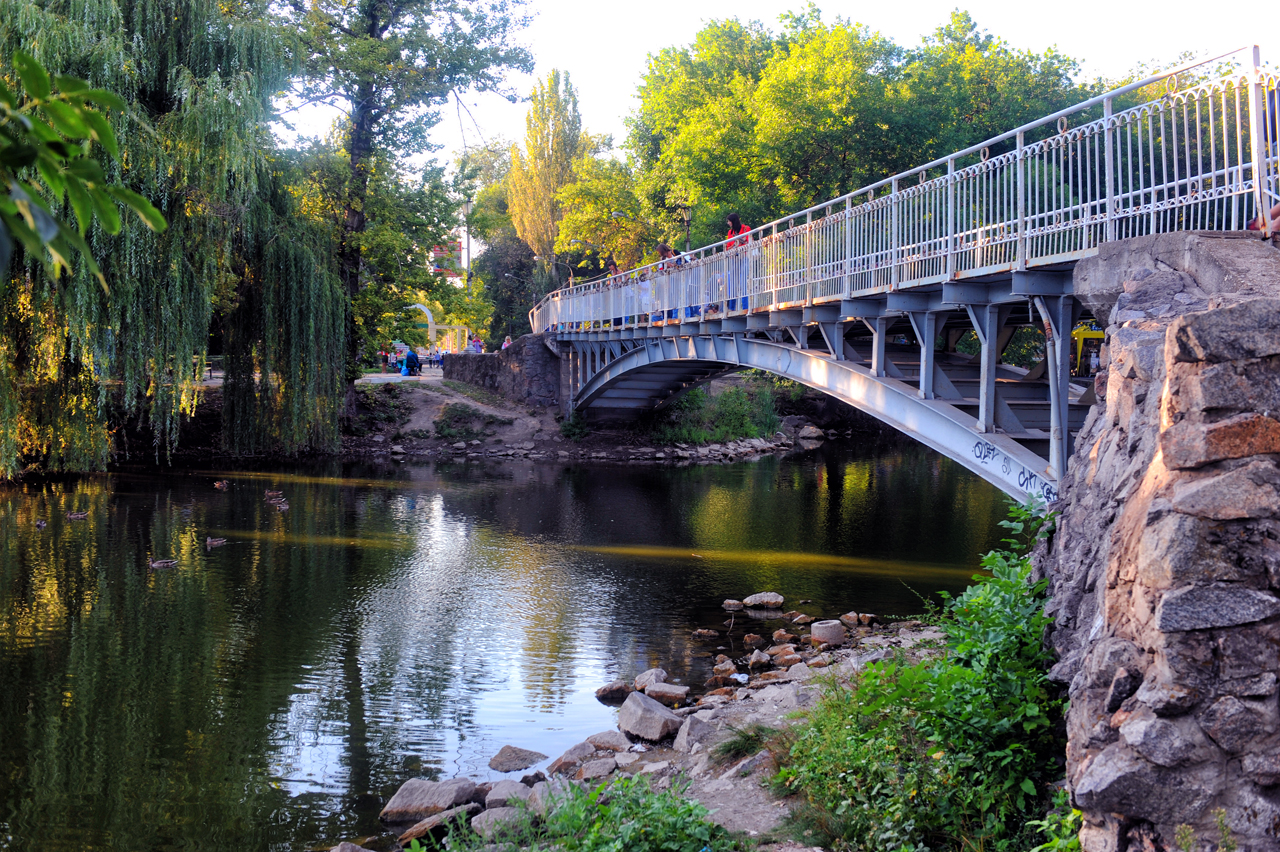
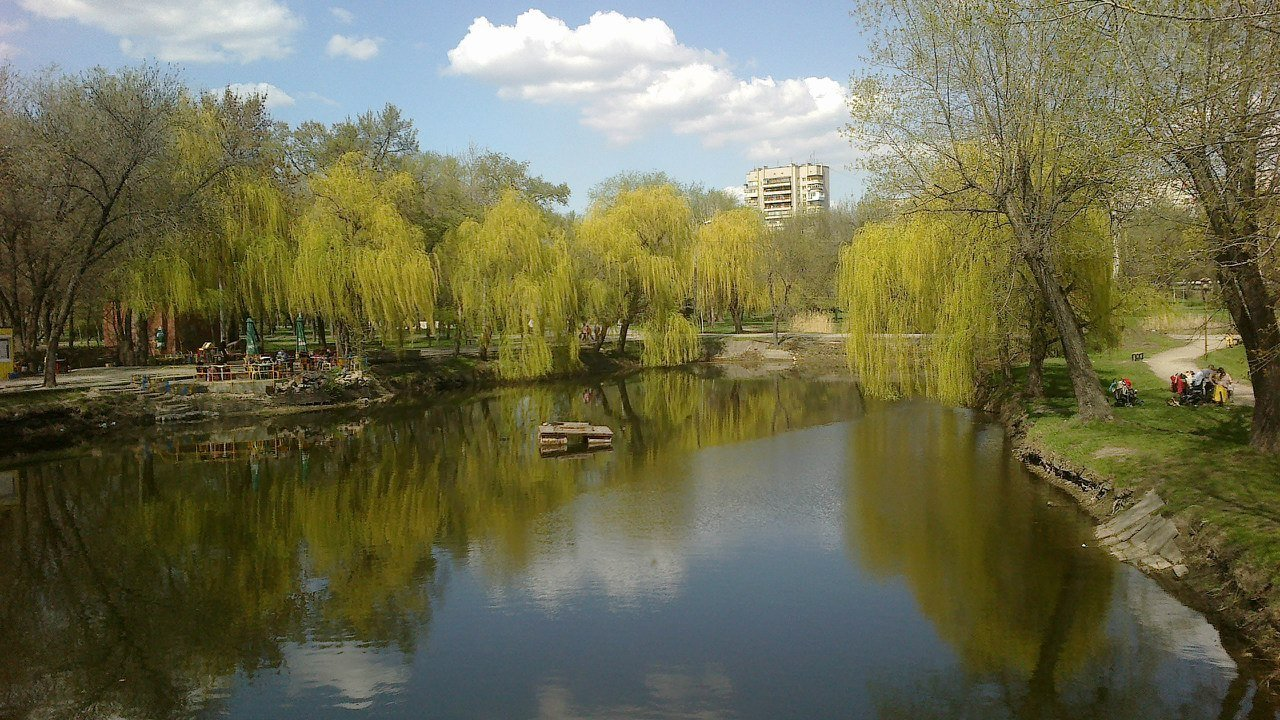
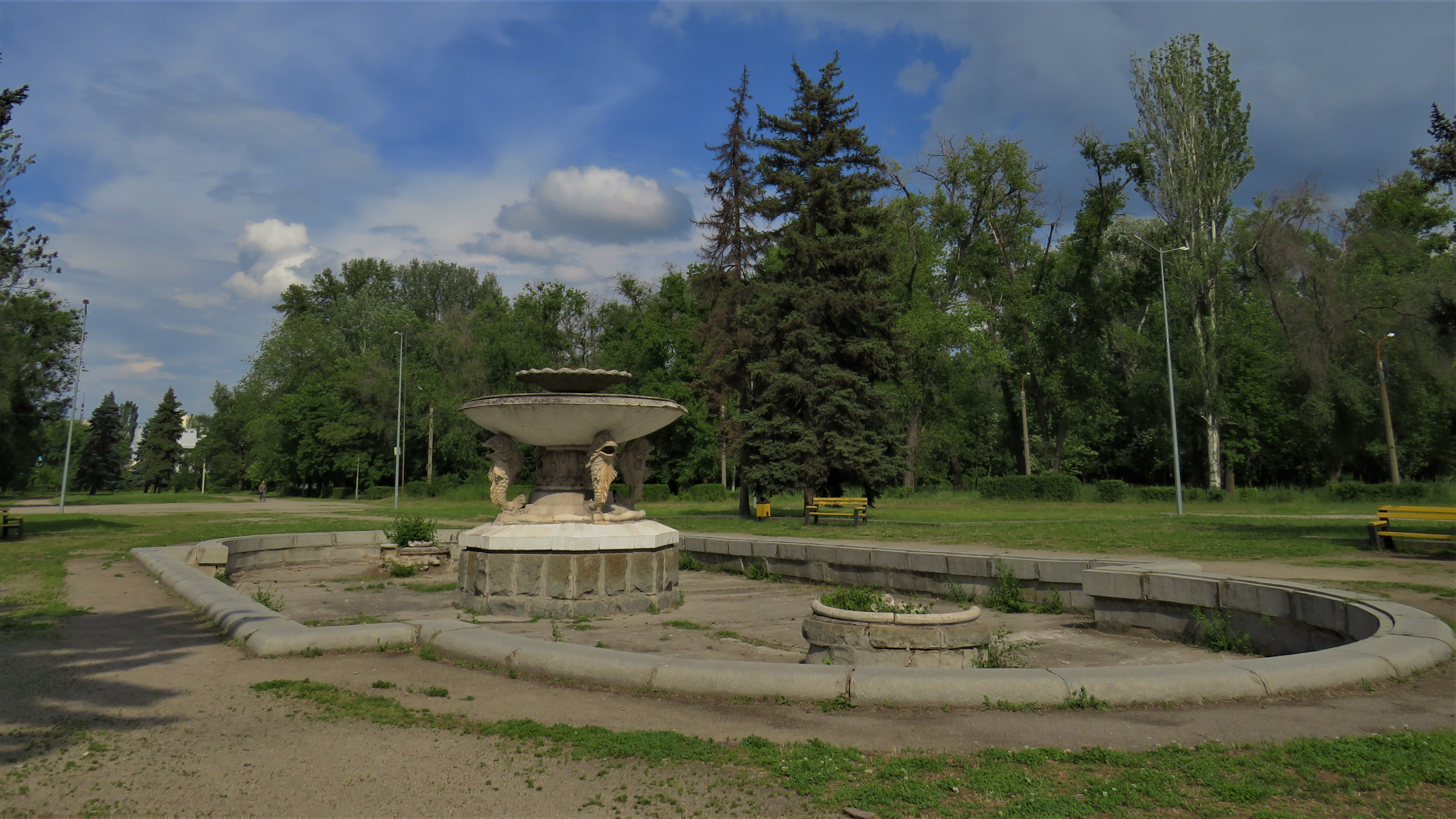